# 浪礎
浪 礎（낭초）は、朝鮮氏族の楊州浪氏の始祖である。中国江蘇省揚州出身。明の兵部侍郎を務めていたが、崇禎時代の1628年から1644年にかけて李氏朝鮮に帰化した。また『盎葉記』には、女真の投降者の末裔と記録されている。